# 웃는 아르스노토리아
웃는 아르스노토리아(일본어: 咲う アルスノトリア)는 니트로플러스가 원작, 넥스트 닌자가 개발 · 운영을 맡고 굿스마일 컴퍼니에 의한 일본의 모바일 게임이다.

## 개요
니트로플러스 20주년 기념 타이틀로 마법학원 도시 애슐럼을 무대로 「펜타그램」으로 불리는 여성 캐릭터들을 지도 육성한다는 내용의 판타지 RPG.
「귀여운 대 멋있다」가 작품 컨셉의 하나가 되고 있으며, 펜타그램과 적대 관계에 있는 「기사」에는 미형의 남성 캐릭터가 설정되어 있다.
스터핑은 원안 메인 시나리오에 이치조(니트로 플러스), 메인 캐릭터 디자인에 오오츠카 신이치로 등이 기용되고 있다.